# Список нагород та номінацій отриманих Пе Сюзі

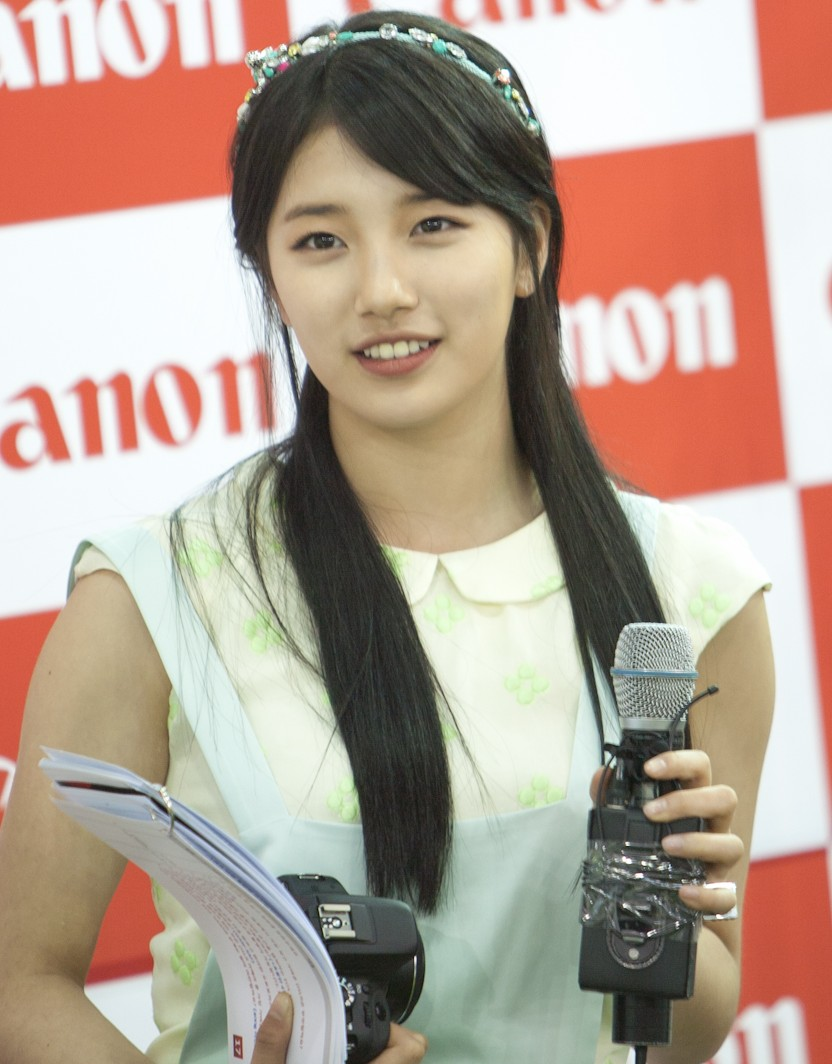
Сюзі у квітні 2013 року

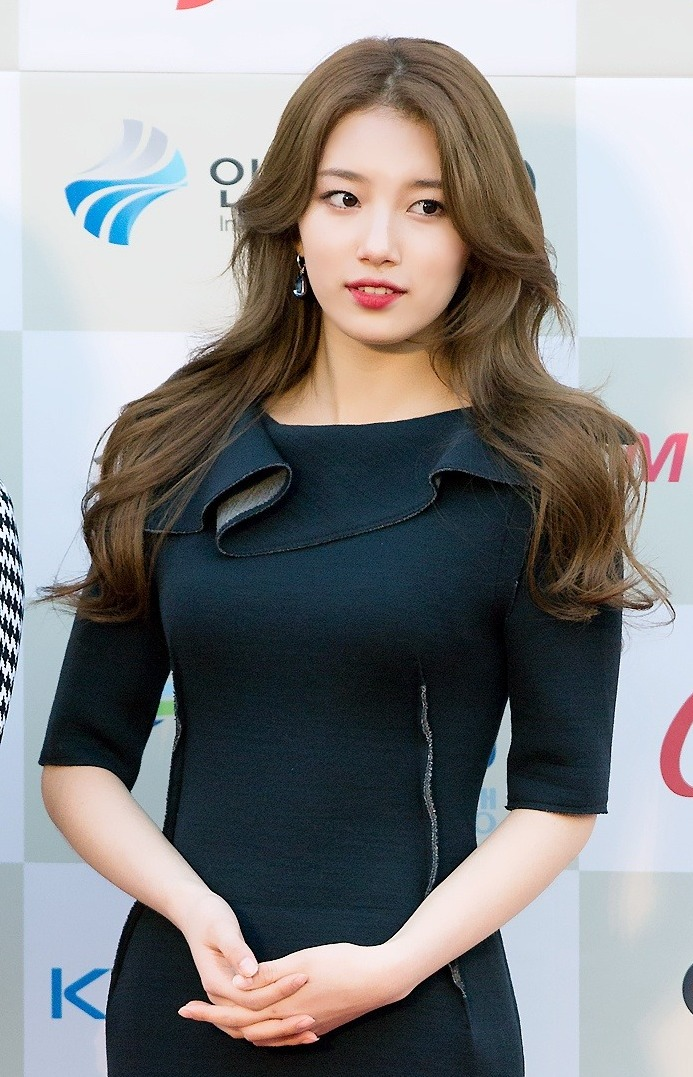
Сюзі на червоному килимі Премії K-Pop у 2014 році

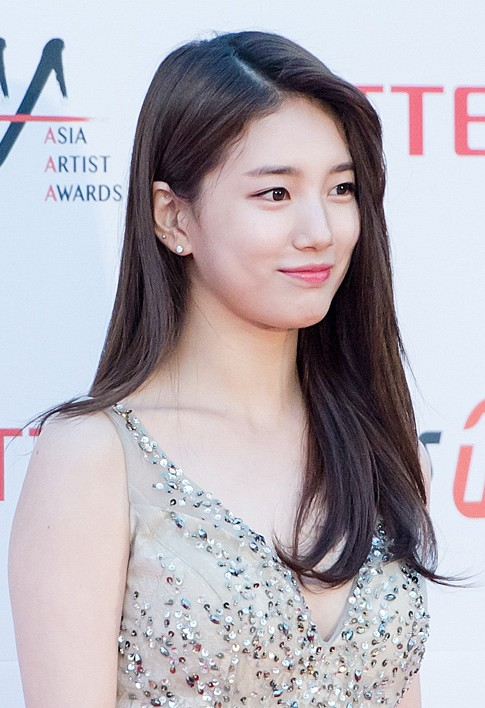
Сюзі на червоному килимі премії Азійський артист, 16 листопада 2016 року

Це є списком нагород та номінацій, які були отриманні південнокорейською співачкою та акторкою Пе Сюзі.

## Музичні нагороди

### Gaon Chart Music Awards
| Номер Церемонії | Рік  | Отримувач | Нагорода                        | Результат |
| --------------- | ---- | --------- | ------------------------------- | --------- |
| 6-та            | 2017 | «Dream»   | Пісня року — Січень з Бекхьоном | Номінація |
| 7-ма            | 2018 | «Pretend» | Пісня року — Січень             | Номінація |

### Golden Disc Awards
| Номер церемонії | Рік  | Отримувач | Нагорода                     | Результат | Прим. |
| --------------- | ---- | --------- | ---------------------------- | --------- | ----- |
| 31-ша           | 2017 | «Dream»   | Digital Bonsang із Бекхьоном | Перемога  | [ 1 ] |

### Melon Music Awards
| Номер церемонії | Рік  | Отримувач | Нагорода                          | Результат | Прим. |
| --------------- | ---- | --------- | --------------------------------- | --------- | ----- |
| 8-ма            | 2016 | «Dream»   | Найкращий R&B / Soul із Бекхьоном | Перемога  |       |

### Mnet Asian Music Awards
| Номер церемонії | Рік  | Отримувач         | Нагорода                       | Результат | Прим. |
| --------------- | ---- | ----------------- | ------------------------------ | --------- | ----- |
| 15-та           | 2013 | «Don't Forget Me» | Найкращий OST                  | Номінація | [ 2 ] |
| 18-та           | 2016 | «Dream»           | Найкраща співпраця з Бекхьоном | Перемога  | [ 3 ] |
| 19-та           | 2017 | Сюзі              | Найкращий жіночий виконавець   | Номінація | [ 4 ] |
| 19-та           | 2017 | «I Love You Boy»  | Найкращий OST                  | Номінація | [ 4 ] |

## Нагороди за акторську гру

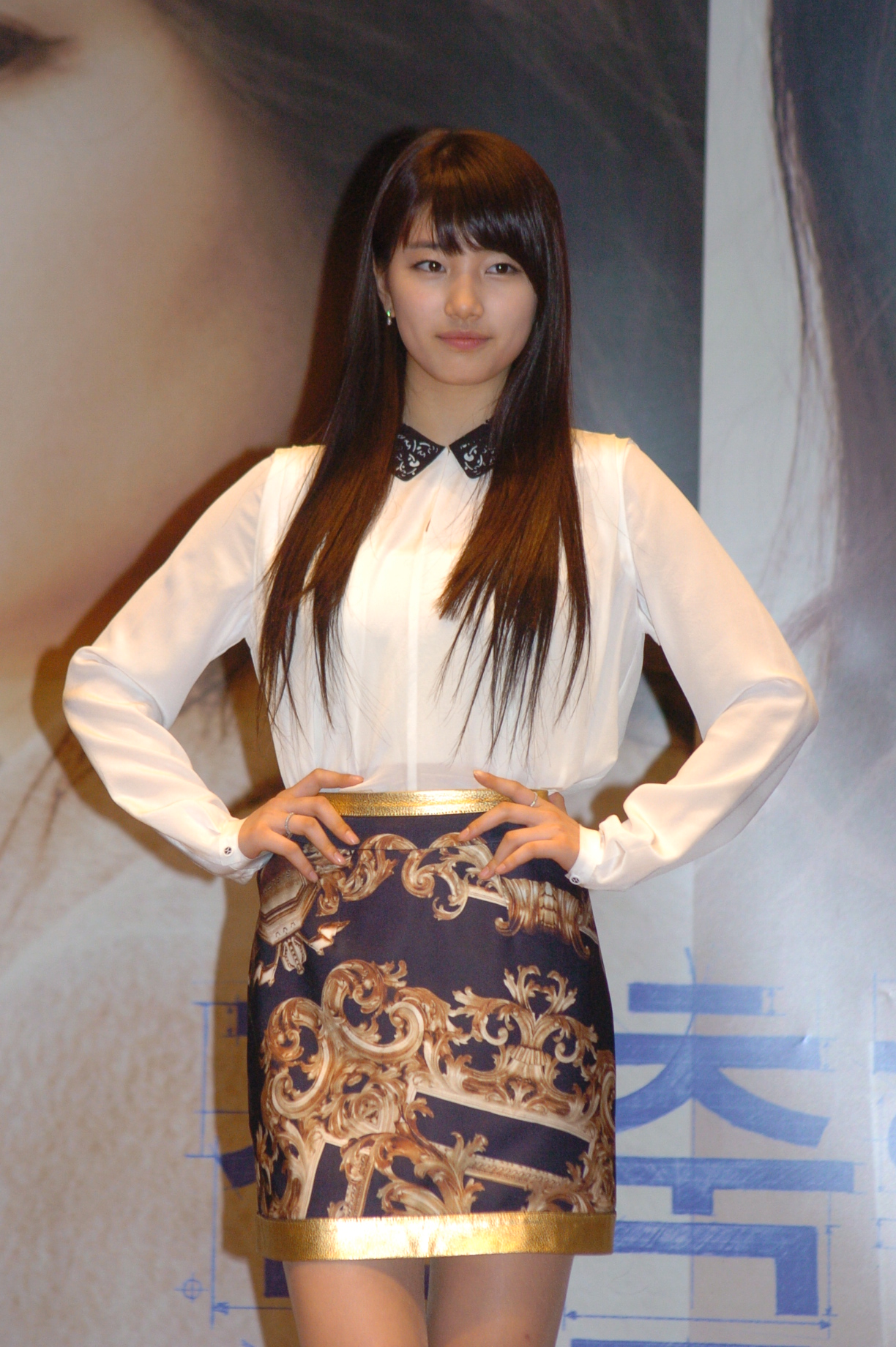
Сюзі на прес-конференції присвяченій прем'єрі фільму «Архітектура 101»

### APAN Star Awards
| Номер церемонії | Рік  | Отримуаач          | Нагорода                                          | Результат |
| --------------- | ---- | ------------------ | ------------------------------------------------- | --------- |
| 5-та            | 2016 | Нестримно закохані | Нагорода за майстерність (акторки у мені-серіалі) | Номінація |

### Asia Artist Awards
| Номер церемонії | Рік  | Отримувач          | Нагорода                           | Результат | Прим. |
| --------------- | ---- | ------------------ | ---------------------------------- | --------- | ----- |
| 1-ша            | 2016 | Нестримно закохані | Краща зірка                        | Перемога  |       |
| 1-ша            | 2016 | Нестримно закохані | Нагорода за популярність (акторки) | Номінація |       |
| 2-га            | 2017 | «Доки ти спала»    | Зірка Азії (акторки)               | Перемога  | [ 5 ] |
| 2-га            | 2017 | «Доки ти спала»    | Нагорода за популярність (акторки) | Номінація | [ 5 ] |
| 3-тя            | 2018 | N/A                | Зірка Азії                         | Перемога  | [ 6 ] |

### Baeksang Arts Awards
| Номер церемонії | Рік  | Отримувач       | Нагорода                              | Результат | Прим.         |
| --------------- | ---- | --------------- | ------------------------------------- | --------- | ------------- |
| 47-ма           | 2011 | Одержимі мрією  | Краща нова акторка телебачення        | Номінація | [ 7 ]         |
| 47-ма           | 2011 | Одержимі мрією  | Найпопулярніша акторка на телебаченні | Номінація | [ 7 ]         |
| 48-ма           | 2012 | Архітектура 101 | Краща нова кіноакторка                | Перемога  | [ 8 ]         |
| 48-ма           | 2012 | Архітектура 101 | Найпопулярніша кіноакторка            | Номінація | [ 9 ]         |
| 49-та           | 2013 | Великий         | Найпопулярніша акторка на телебаченні | Номінація | [ 10 ]        |
| 50-та           | 2014 | Книга сім'ї Ку  | Найпопулярніша акторка на телебаченні | Номінація | [ 11 ]        |
| 52-га           | 2016 | Звук квітки     | Найпопулярніша кіноакторка            | Перемога  | [ 12 ] [ 13 ] |
| 52-га           | 2016 | Н/Д             | InStyle Fashionista                   | Перемога  | [ 12 ] [ 13 ] |
| 54-та           | 2018 | «Доки ти спала» | Найпопулярніша акторка на телебаченні | Перемога  | [ 14 ]        |

### Кінопремія Блакитний дракон
| Номер церемонії | Рік  | Отримувач       | Нагорода                 | Результат | Прим.  |
| --------------- | ---- | --------------- | ------------------------ | --------- | ------ |
| 33-тя           | 2012 | Архітектура 101 | Краща нова акторка       | Номінація |        |
| 33-тя           | 2012 | Архітектура 101 | Нагорода за популярність | Перемога  | [ 15 ] |

### Buil Film Awards
| Номер церемонії | Рік  | Отримувач       | Нагорода           | Результат | Прим. |
| --------------- | ---- | --------------- | ------------------ | --------- | ----- |
| 21-ша           | 2012 | Архітектура 101 | Краща нова акторка | Номінація |       |

### Busan International Film Festival
| Номер церемонії | Рік  | Отримувач | Нагорода      | Результат | Прим. |
| --------------- | ---- | --------- | ------------- | --------- | ----- |
| 17-та           | 2012 | Н/Д       | Краще вбрання | Перемога  |       |

### Grand Bell Awards
| Номер церемонії | Рік  | Отрумувач       | Нагорода           | Результат | Прим.  |
| --------------- | ---- | --------------- | ------------------ | --------- | ------ |
| 49-та           | 2012 | Архітектура 101 | Краща нова акторка | Номінація | [ 16 ] |

### KBS Drama Awards
| Номер церемонії | Рік  | Отримувач          | Нагорода                                                     | Результат | Прим.  |
| --------------- | ---- | ------------------ | ------------------------------------------------------------ | --------- | ------ |
| 25-та           | 2011 | Одержимі мрією     | Нагорода за майстерність (Акторка в міні-серіалі)            | Номінація | [ 17 ] |
| 25-та           | 2011 | Одержимі мрією     | Краща нова акторка                                           | Перемога  | [ 17 ] |
| 25-та           | 2011 | Одержимі мрією     | Найкраща пара разом з Кім Су Хьоном                          | Перемога  | [ 17 ] |
| 25-та           | 2011 | Одержимі мрією     | Найкраща пара з Ок Тек Йономом                               | Номінація | [ 17 ] |
| 25-та           | 2011 | Одержимі мрією     | Нагорода за популярність                                     | Номінація | [ 17 ] |
| 26-та           | 2012 | Великий            | Нагорода за майстерність (Акторка в міні-серіалі)            | Номінація |        |
| 26-та           | 2012 | Великий            | Найкраща пара разом з Пек Сон Хьоном                         | Номінація |        |
| 26-та           | 2012 | Великий            | Нагорода за популярність                                     | Перемога  |        |
| 30-та           | 2016 | Нестримно закохані | Нагорода за високу майстерність (Акторка)                    | Номінація |        |
| 30-та           | 2016 | Нестримно закохані | Нагорода за майстерність (Акторка у середньо тривалій драмі) | Номінація |        |
| 30-та           | 2016 | Нестримно закохані | Найкраща пара Award разом з Кім У Біном                      | Номінація |        |
| 30-та           | 2016 | Нестримно закохані | Нагорода Netizen                                             | Номінація |        |

### Премія корейської драми
| Номер церемонії | Рік  | Отримувач      | Нагорода                           | Результат | Прим. |
| --------------- | ---- | -------------- | ---------------------------------- | --------- | ----- |
| 4-та            | 2011 | Одержимі мрією | Краща нова акторка                 | Номінація |       |
| 6-та            | 2013 | Книга сім'ї Ку | Нагорода за майстерність (Акторка) | Номінація |       |
| 6-та            | 2013 | Книга сім'ї Ку | Найкраща пара разом з Лі Син Кі    | Номінація |       |

### MBC Drama Awards
| Номер церемонії | Рік  | Отримувач      | Нагорода                                                 | Результат | Прим.  |
| --------------- | ---- | -------------- | -------------------------------------------------------- | --------- | ------ |
| 32-га           | 2013 | Книга сім'ї Ку | Нагорода за високу майстерність (Акторка в міні-серіалі) | Перемога  | [ 18 ] |
| 32-га           | 2013 | Книга сім'ї Ку | Найкраща пара разом з Лі Син Кі                          | Перемога  | [ 18 ] |
| 32-га           | 2013 | Книга сім'ї Ку | Нагорода за популярність                                 | Номінація | [ 18 ] |

### Mnet 20's Choice Awards
| Номер церемонії | Рік  | Отримувач       | Нагорода                | Результат | Прим.  |
| --------------- | ---- | --------------- | ----------------------- | --------- | ------ |
| 5-та            | 2011 | Одержимі мрією  | Нова гаряча зірка       | Перемога  | [ 19 ] |
| 6-та            | 2012 | Архітектура 101 | Гаряча кінозірка        | Перемога  | [ 20 ] |
| 7-ма            | 2013 | Книга сім'ї Ку  | 20-ка жінок зірок драми | Перемога  | [ 21 ] |

### SBS Drama Awards
| Номер церемонії | Рік  | Отримувач     | Нагорода                                                                             | Результат | Прим.  |
| --------------- | ---- | ------------- | ------------------------------------------------------------------------------------ | --------- | ------ |
| 25-та           | 2017 | Доки ти спала | Головний приз (Daesang)                                                              | Номінація | [ 22 ] |
| 25-та           | 2017 | Доки ти спала | Нагорода за високу майстерність (Акторка в драмі, що виходить щосереди і щочетверга) | Перемога  | [ 23 ] |
| 25-та           | 2017 | Доки ти спала | Найкраща пара разом з Лі Чон Соком                                                   | Перемога  | [ 24 ] |

### Seoul International Drama Awards
| Номер церемонії | Рік  | Отримувач       | Нагорода                  | Результат | Прим.  |
| --------------- | ---- | --------------- | ------------------------- | --------- | ------ |
| 7-ма            | 2012 | Одержимі мрією  | Видатна корейська акторка | Номінація |        |
| 8-ма            | 2013 | Книга сім'ї Ку  | Видатна корейська акторка | Перемога  | [ 25 ] |
| 8-ма            | 2013 | Не забувай мене | Outstanding Korean OST    | Номінація |        |
| 13-ма           | 2018 | «Доки ти спала» | Видатна корейська акторка | Номінація |        |

### Seoul International Youth Film Festival
| Номер церемонії | Рік  | Отримувач      | Нагорода             | Результат | Прим. |
| --------------- | ---- | -------------- | -------------------- | --------- | ----- |
| 16-та           | 2014 | Книга сім'ї Ку | Краща молода акторка | Номінація |       |

## Інші нагороди

### Корейські
| Номер церемонії                           | Рік  | Нагорода                                    | Номінована за роботою      | Результат | Прим.  |
| ----------------------------------------- | ---- | ------------------------------------------- | -------------------------- | --------- | ------ |
| Премія розваг KBS                         |      |                                             |                            |           |        |
| 11-та                                     | 2012 | Краща жінка новачок у варьєте шоу           | Непереможна молодь сезон 2 | Перемога  | [ 26 ] |
| 11-та                                     | 2012 | Краща поява камео                           | Gag Concert                | Перемога  | [ 26 ] |
| Style Icon Awards                         |      |                                             |                            |           |        |
| 5-та                                      | 2012 | Перша любовна фантазія                      | Н/Д                        | Перемога  | [ 27 ] |
| 6-та                                      | 2013 | Безсмертна ікона — перше кохання            | Н/Д                        | Номінація |        |
| Фестиваль телевізійної реклами MTN        |      |                                             |                            |           |        |
| —                                         | 2012 | Women's CF Model Award                      | Н/Д                        | Перемога  | [ 28 ] |
| Премія Корейської асоціації рекламодавців |      |                                             |                            |           |        |
| —                                         | 2013 | Краща модель                                | Н/Д                        | Перемога  | [ 29 ] |
| Премія Fashionista                        |      |                                             |                            |           |        |
| 1-ша                                      | 2015 | Best Fashionista (сектор Make-up)           | Н/Д                        | Номінація | [ 30 ] |
| 2-га                                      | 2016 | найкраще вдягнена жінка                     | Н/Д                        | Номінація | [ 31 ] |
| 3-тя                                      | 2017 | Best Fashionista (категорія Червоний килим) | Н/Д                        | Номінація | [ 32 ] |
| InStyle Star Icon                         |      |                                             |                            |           |        |
| –                                         | 2016 | Best Idol Actress                           | Звук квітки                | Номінація | [ 33 ] |
| –                                         | 2016 | Best Female Beauty Model                    | «The Face Shop»            | Номінація | [ 33 ] |

### Міжнародні
| Номер церемонії            | Рік  | Нагорода                                         | Номінована за роботою | Результат | Прим.  |
| -------------------------- | ---- | ------------------------------------------------ | --------------------- | --------- | ------ |
| Сінгапурська премія розваг |      |                                                  |                       |           |        |
| —                          | 2013 | Найпопулярніша корейська артистка на телебаченні | Н/Д                   | Номінація |        |
| Sina Weibo Night Awards    |      |                                                  |                       |           |        |
| —                          | 2015 | Goddess Award                                    | Н/Д                   | Перемога  | [ 34 ] |

## Музичні програми

### Music Bank
| Рік  | Дата     | Пісня                 |
| ---- | -------- | --------------------- |
| 2016 | 15 січня | «Dream» (з Бекхьоном) |
| 2016 | 22 січня | «Dream» (з Бекхьоном) |
| 2017 | 27 січня | «Pretend»             |
| 2017 | 3 лютого | «Pretend»             |

### Inkigayo
| Рік  | Дата     | Пісня                 |
| ---- | -------- | --------------------- |
| 2016 | 17 січня | «Dream» (з Бекхьоном) |
| 2016 | 24 січня | «Dream» (з Бекхьоном) |
| 2016 | 30 січня | «Dream» (з Бекхьоном) |